# جيري ويكسلر
جيري ويكسلر (بالإنجليزية: Jerry Wexler)‏ هو صحفي الموسيقى وملحن وصحفي ومنتج أسطوانات أمريكي، ولد في 10 يناير 1917 في نيويورك في الولايات المتحدة، وتوفي في 15 أغسطس 2008 في ساراسوتا في الولايات المتحدة بسبب قصور القلب.

## وصلات خارجية
- جيري ويكسلر على موقع IMDb (الإنجليزية)
- جيري ويكسلر على موقع ميوزك برينز (الإنجليزية)
- جيري ويكسلر على موقع قاعدة بيانات برودواي على الإنترنت (الإنجليزية)
- جيري ويكسلر على موقع قاعدة بيانات برودواي على الإنترنت (الإنجليزية)
- جيري ويكسلر على موقع أول ميوزيك (الإنجليزية)
- جيري ويكسلر على موقع ديسكوغز (الإنجليزية)
- جيري ويكسلر على موقع قاعدة بيانات الفيلم (الإنجليزية)